# Syntactus minutus
Syntactus minutus är en stekelart som först beskrevs av Bridgman 1886.  Syntactus minutus ingår i släktet Syntactus och familjen brokparasitsteklar. Inga underarter finns listade i Catalogue of Life.